# Wereldkampioenschappen wielrennen 1999
De wereldkampioenschappen wielrennen 1999 werden gehouden in Verona, Italië van 4 tot 10 oktober. Het was de eerste keer dat Verona, een stad in Noord-Italië, het wereldkampioenschap wielrennen organiseerde.
Óscar Freire werd voor de eerste keer in zijn carrière wereldkampioen en het zou niet zijn laatste keer worden. Jan Ullrich won de tijdrit, een aantal dagen na zijn eindoverwinning in de Ronde van Spanje 1999.

## Uitslagen

### Mannen elite

#### Mannen elite, weg
| pos.   | renner           | land        |
| ------ | ---------------- | ----------- |
| Goud   | Óscar Freire     | Spanje      |
| Zilver | Markus Zberg     | Zwitserland |
| Brons  | Jean-Cyril Robin | Frankrijk   |

#### Mannen elite, tijdrit
| pos.   | renner            | land                |
| ------ | ----------------- | ------------------- |
| Goud   | Jan Ullrich       | Duitsland           |
| Zilver | Michael Andersson | Zweden              |
| Brons  | Chris Boardman    | Verenigd Koninkrijk |

### Vrouwen

#### Vrouwen, wegrit
| pos.   | renner            | land      |
| ------ | ----------------- | --------- |
| Goud   | Edita Pučinskaitė | Litouwen  |
| Zilver | Anna Wilson       | Australië |
| Brons  | Diana Žiliūtė     | Litouwen  |

#### Vrouwen, tijdrit
| pos.   | renner               | land      |
| ------ | -------------------- | --------- |
| Goud   | Leontien van Moorsel | Nederland |
| Zilver | Anna Wilson          | Australië |
| Brons  | Edita Pučinskaitė    | Litouwen  |

### Beloften

#### Beloften, wegrit
| pos.   | renner            | land      |
| ------ | ----------------- | --------- |
| Goud   | Leonardo Giordani | Italië    |
| Zilver | Luca Paolini      | Italië    |
| Brons  | Matthias Kessler  | Duitsland |

#### Beloften, tijdrit
| pos.   | renner              | land      |
| ------ | ------------------- | --------- |
| Goud   | José Iván Gutiérrez | Spanje    |
| Zilver | Michael Rogers      | Australië |
| Brons  | Jevgeni Petrov      | Rusland   |